# Nowe Cychry
Nowe Cychry – część wsi Broncin (do 14 lutego 2002 wieś) w Polsce, położona w województwie mazowieckim, w powiecie kozienickim, w gminie Grabów nad Pilicą.